# Мишан, Альбер
Альбер Мишан (фр. Albert Michant, даты жизни неизвестны) — бельгийский ватерполист, вратарь, дважды серебряный призёр летних Олимпийских игр.
На Играх 1900 Мишан входил в состав бельгийской ватерпольной команды. Сначала она обыграла третью французскую команду в четвертьфинале, потом вторую в полуфинале, но в финальном матче её обыграла британская сборная, позволив Бельгии выиграть серебряные медали.
Через восемь лет Мишан снова вошёл в состав ватерпольной сборной. Сначала она обыграла Нидерланды и затем Швецию. В своём последнем матче бельгийцы встречались с британцами, но проиграли тот матч, выиграв серебряные медали.